# Manuel Gómez-Salazar y Lucio-Villegas
Manuel Gómez-Salazar y Lucio-Villegas (* 11. Juni 1824 in Arija, Provinz Burgos; † 14. Juni 1893) war ein spanischer Geistlicher, der römisch-katholischer Bischof von Sigüenza, Bischof von Málaga und Erzbischof von Burgos war. Darüber hinaus war er Mitglied des Senats (Senado), des Oberhauses des Parlaments (Cortes Generales).

## Leben
Manuel Gómez-Salazar y Lucio-Villegas empfing am 10. April 1852 das Sakrament der Priesterweihe. Er wurde am 23. Juli 1875 als Nachfolger von Francisco de Paula Benavides y Navarrete, OS zum Bischof von Sigüenza auserwählt und als solcher am 17. September 1875 bestätigt. Am 19. März 1876 empfing er die Bischofsweihe durch den Titularerzbischof von Chalcedon Giovanni Kardinal Simeoni, an der der Bischof von Salamanca Narciso Martínez Izquierdo sowie der Bischof von Almería José María Orberá Carrión, als Co-Konsekratoren teilnahmen. Zugleich wurde er 1877 erstmals Mitglied des Senats (Senado), des Oberhauses des Parlaments (Cortes Generales), und vertrat für einige Zeit das Erzbistum Toledo. 
Am 31. Dezember 1878 wurde Gómez-Salazar y Lucio-Villegas zum Bischof von Málaga auserwählt und als solcher am 28. Februar 1879 zum Nachfolger von Zeferino González y Díaz Tuñón, OP ernannt. Während seines dortigen Episkopats war er zwischen 1879 und 1880 wiederum Mitglied des Senats und vertrat neben dem Erzbistum Toledo auch das Erzbistum Granada. 1886 war er noch einmal für kurze Zeit als Vertreter des Erzbistums Granada Mitglied des Senats.
Zuletzt wurde Manuel Gómez-Salazar y Lucio-Villegas am 10. Juni 1886 als Nachfolger von Saturnino Fernández de Castro y de la Cotera zum Erzbischof von Burgos ernannt und bekleidete dieses Amt bis zu seinem Tode am 14. Juni 1893, woraufhin Gregorio María Aguirre y García, OFM zu seinem Nachfolger berufen wurde. Als Erzbischof von Burgos war er zwischen 1891 und 1893 Mitglied des Senats kraft eigenen Rechtes (Senador por derecho propio). Er nahm als Co-Konsekretar an den Bischofsweihen von Antonio García y Fernández zum Bischof von Segovia (1876), von José Moreno y Mazón zum Bischof von Cuenca (1877), von Francisco de Asís Aguilar y Serrat zum Bischof von Segorbe (1881), von Antonio Ruiz-Cabal y Rodríguez zum Bischof von Pamplona (1886), von Martín García y Alcocer zum Bischof von Cebu (1886) sowie seines jüngeren Bruders Francisco Gómez-Salazar y Lucio-Villegas zum Bischof von León (1886) teil.